# Margites fulvidus
Margites fulvidus är en skalbaggsart som först beskrevs av Francis Polkinghorne Pascoe 1858.  Margites fulvidus ingår i släktet Margites och familjen långhorningar.
Artens utbredningsområde är Taiwan. Inga underarter finns listade i Catalogue of Life.